# Жюльен, Пьер (скульптор)
Пьер Жюльен (фр. Pierre Julien; 20 июня 1731, Сен-Польен, Верхняя Луара — 17 декабря 1804, Париж) — французский скульптор периода неоклассицизма.
Пьер родился в семье плотника, у которого было ещё шестеро детей. Заметив способности ребёнка к рисованию, его дядя, принадлежавший к Обществу Иисуса, отдал его в ученики к мастеру-скульптору и позолотчику из Ле-Пюи, Габриэлю Самюэлю. После ученичества дядя отправил его в Лион к скульптору Антуану-Мишелю Перрашу, профессору городской Школы рисования и геометрии (l'École de dessin et de géométrie).
В 1758 году Пьер Жюльен последовал за своим учителем в Париж, где Перраш рекомендовал его Гийому Кусту Младшему, благодаря которому он стал учеником Королевской академии живописи и скульптуры. Получив в 1765 году Римскую премию за барельеф на тему античности, Пьер Жюльен поступил в Королевскую школу избранных студентов (École royale des élèves protégés). В 1768—1773 годах Пьер Жюльен был пенсионером Французской академии в Риме, где на него повлияла волна неоклассицизма, затронувшая и его сокурсников. В качестве отчёта о работе в Риме Жюльен отправил во Францию мраморную копию, слегка уменьшённую в размере, античной скульптуры — так называемой Спящей Ариадны из собрания Ватикана (копия ныне хранится в Версале). Во Французской академии в Риме он познакомился с Франсуа Буше. Вернувшись во Францию, работал под руководством своего бывшего учителя Гийома Кусту в Сансе. После первой неудачи в 1776 году два года спустя Пьер Жюльен был единогласно принят в Королевскую академию живописи и скульптуры.
Жюльен получил заказ от графа д’Анживилье, директора ведомства «Королевских построек» (Bâtiments du Roi), от имени короля Людовика XVI на серию скульптурных портретов, изображающих в натуральную величину великих людей Франции. Он создал фигуры Жана де Лафонтена и Никола Пуссена, которого он решил изобразить в ночной одежде, напоминающей драпировку римской тоги. Жюльен участвовал в крупных строительных проектах в Париже, таких как строительство церкви Сент-Женевьев (впоследствии Пантеон) или павильон Флоры в Лувре. В 1785 году он создавал рельефы для молочной фермы (La Laiterie) королевы в Шато-де-Рамбуйе, в частности скульптурную группу нимфы Амальтеи и козы, вскормившей Юпитера. В качестве иконографического прототипа он использовал позу «Венеры целомудренной» (лат. Venus Pudica) знаменитой античной статуи Венеры Капитолийской. Барельефы из Рамбуйе, причисляемые к его шедеврам, были проданы на аукционе в 1819 году, но возвращены государству в 2005 году благодаря подарку сына знаменитого торговца произведениями искусства Даниэля Вильденштейна.
30 января 1790 года Пьер Жюльен стал профессором скульптуры в Школе изящных искусств в Париже. В 1795 году он оказался среди первых художников, принятых в члены Института Франции (Institut de France), в 1804 году удостоен звания кавалера ордена Почётного легиона.
Большая часть его работ хранится в парижском Лувре и в музее Крозатье в Ле-Пюи-ан-Веле.
У Пьера Жюльена в Париже учился выдающийся скульптор русского классицизма И. П. Прокофьев.

## Галерея

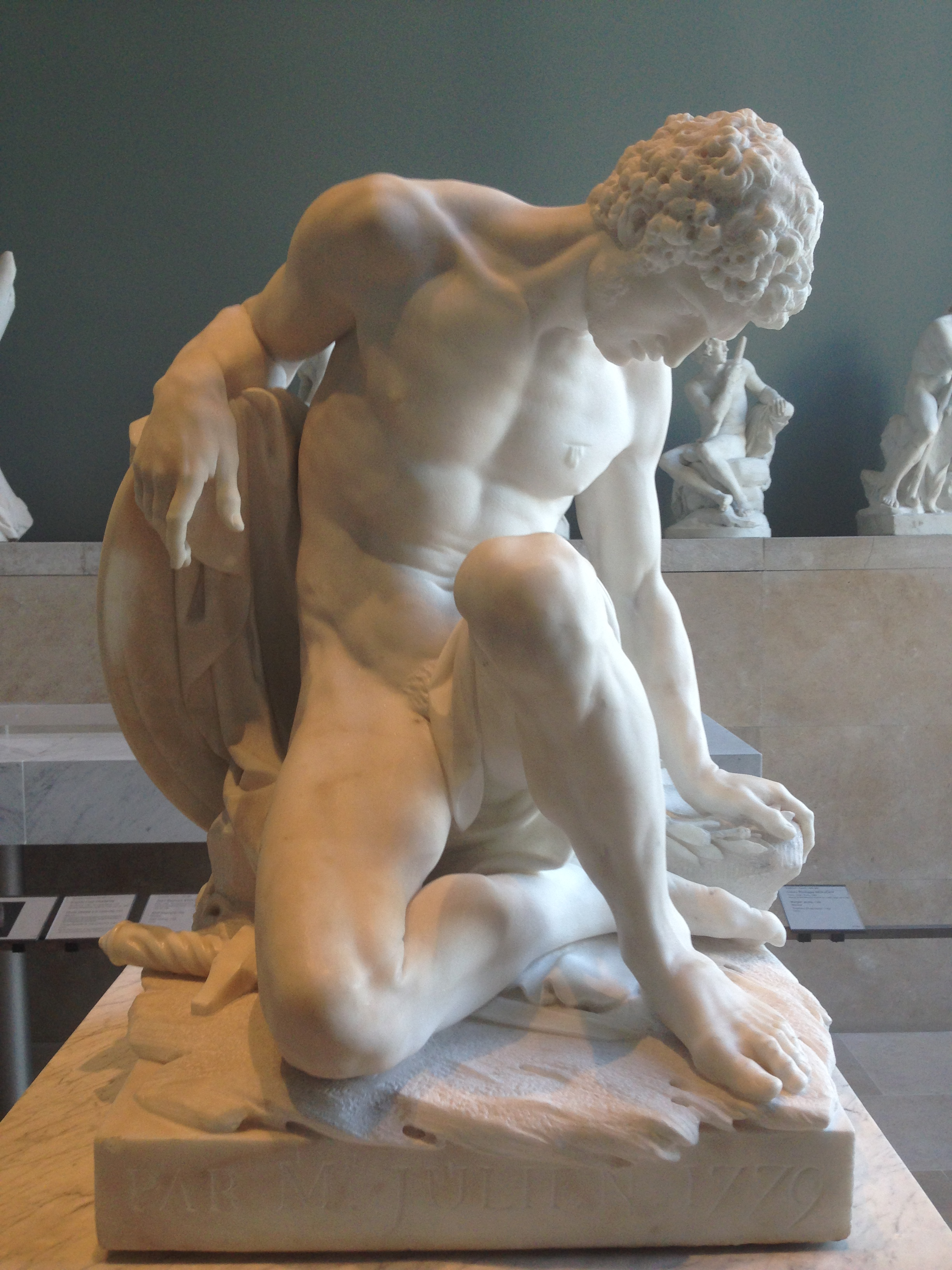
Умирающий гладиатор. 1779. Мрамор. Лувр, Париж
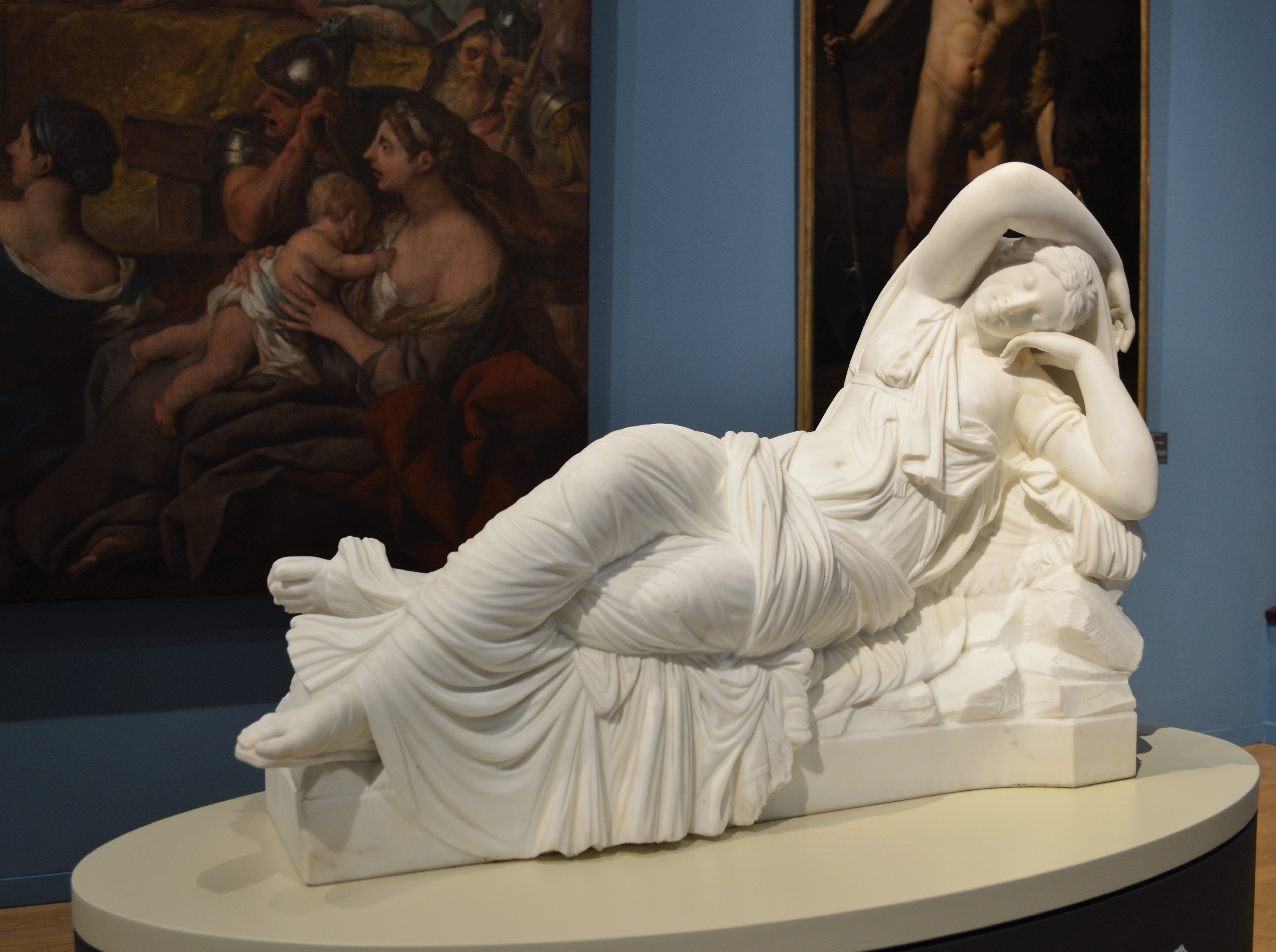
Спящая Ариадна. 1785. Мрамор. Копия в музее Крозатье в Ле-Пюи-ан-Веле
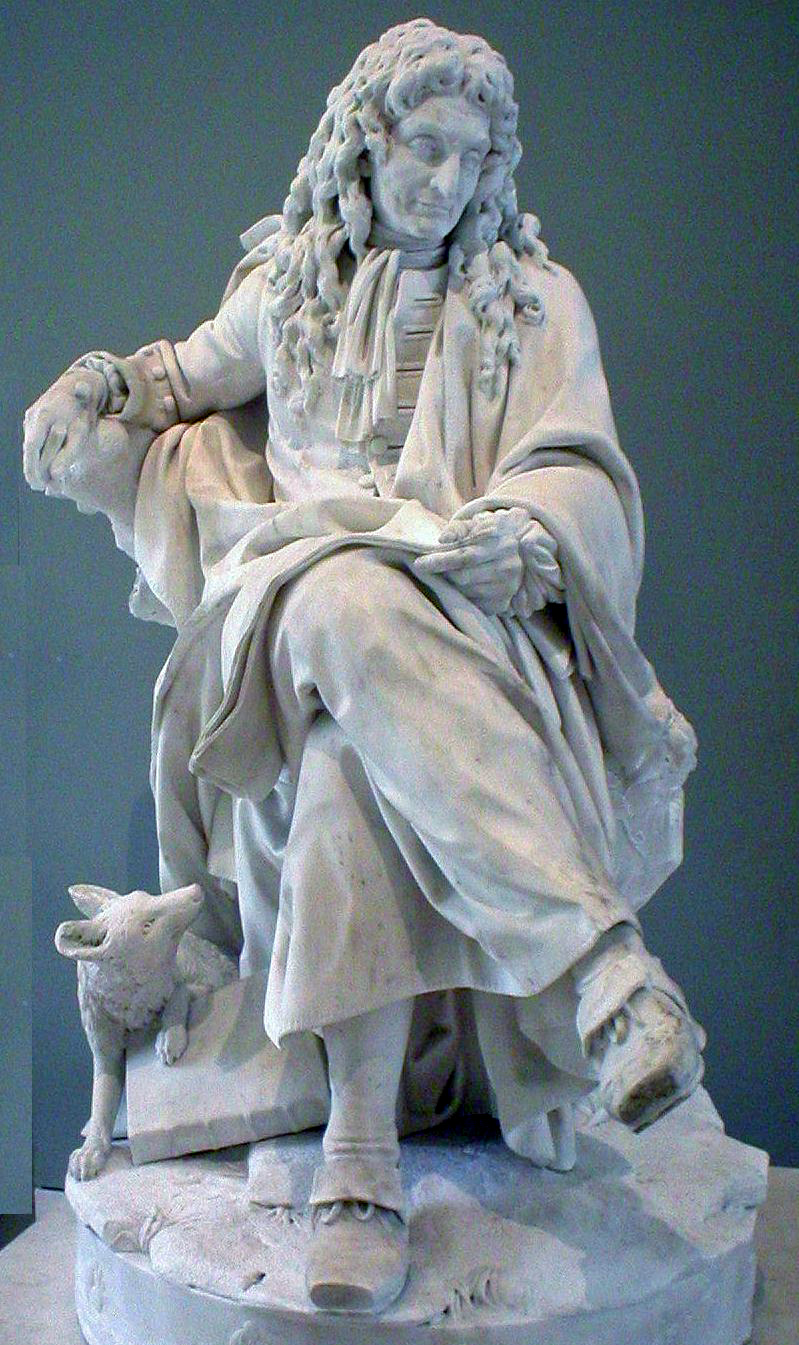
Жан де Лафонтен. 1783-1785. Мрамор. Лувр, Париж
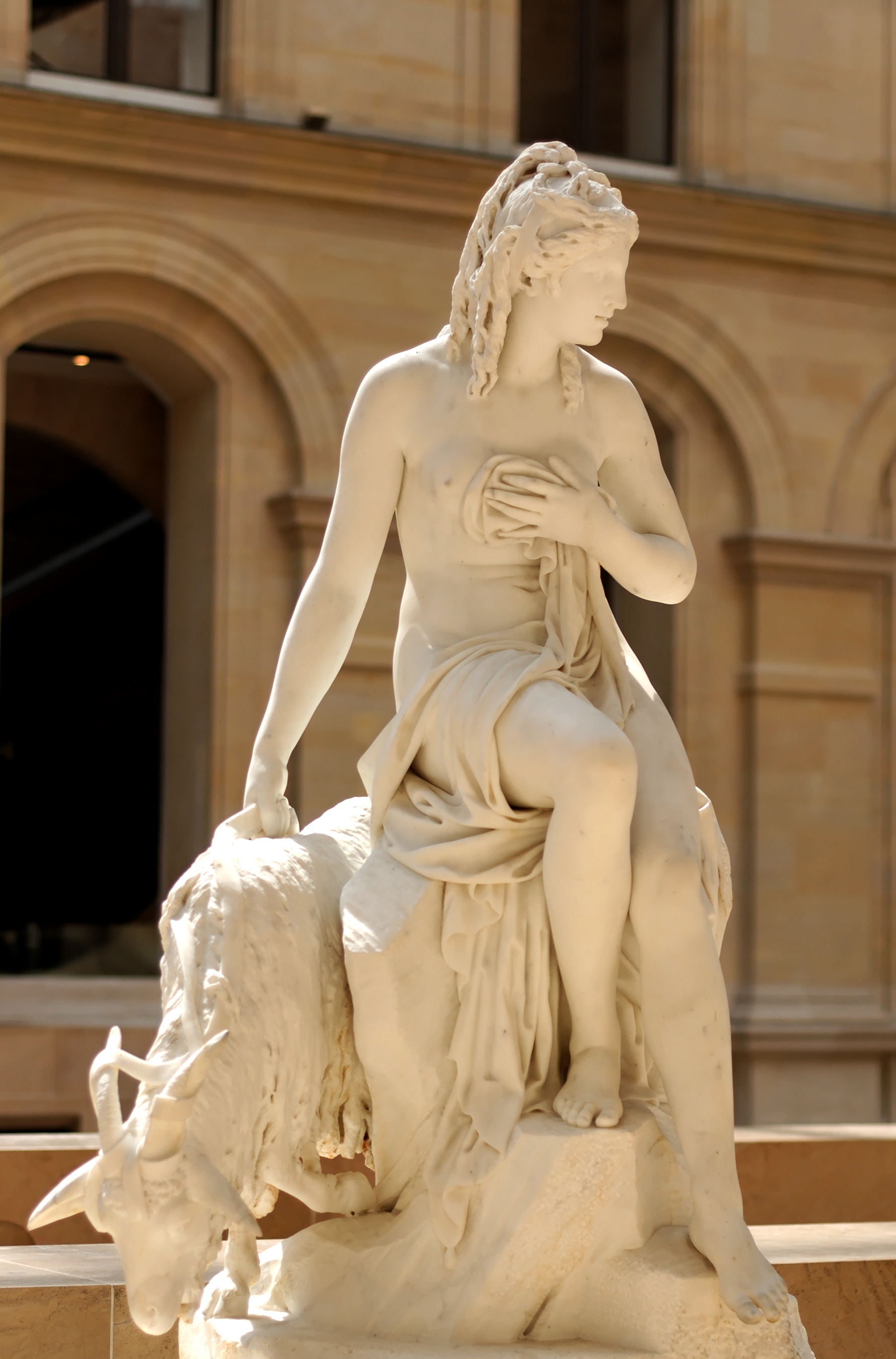
Амальтея и коза Юпитера. 1787. Мрамор. Лувр, Париж
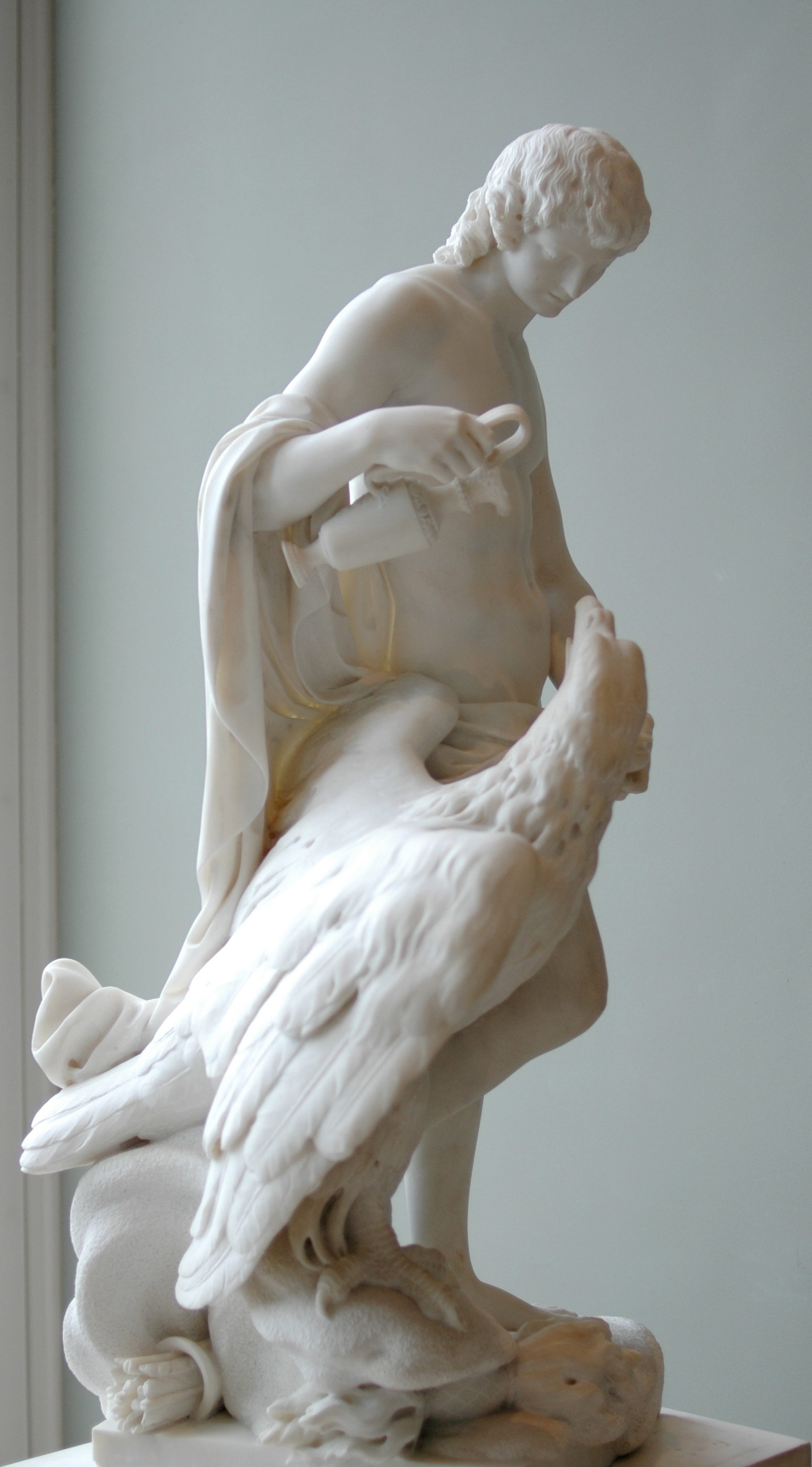
Ганимед, вскармливающий орла Юпитера. 1778. Мрамор. Лувр, Париж